# Повіт Камікава (Токаті)
Пові́т Каміка́ва (яп. 上川郡, かみかわぐん, МФА: [kamʲikawa guɴ]) — повіт у Японії, в окрузі Токаті префектури Хоккайдо. Входив до складу історичної провінції Токаті.